# Snap (sport)
Snap – zagranie w futbolu amerykańskim rozpoczynające próby.
Poza momentami rozpoczęcia połówek meczu i po zdobyciu punktów, piłka zawsze wprowadzana jest do gry przez snap: zawodnicy ataku ustawiają się przodem do obrony na linii wznowienia gry, wyznaczonej przez miejsce zakończenia ostatniej akcji, prostopadłej do linii bocznych, a jeden z zawodników formacji atakującej, środkowy, podaje lub rzuca piłkę pomiędzy swoimi nogami do innego zawodnika, zazwyczaj do rozgrywającego.